# Narodziny Jezusa Chrystusa

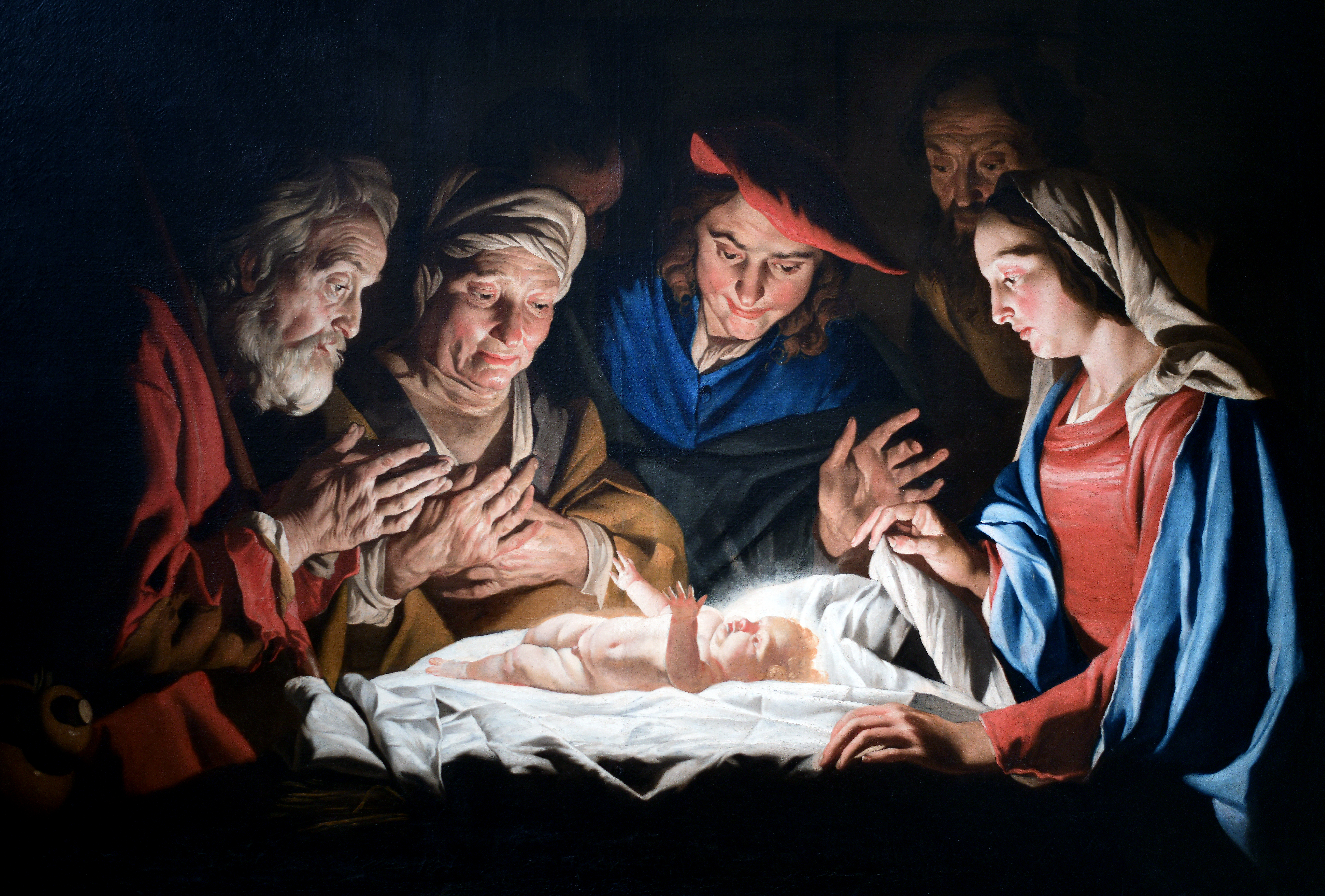
Adoracja pasterzy, Matthias Stomer, 1632

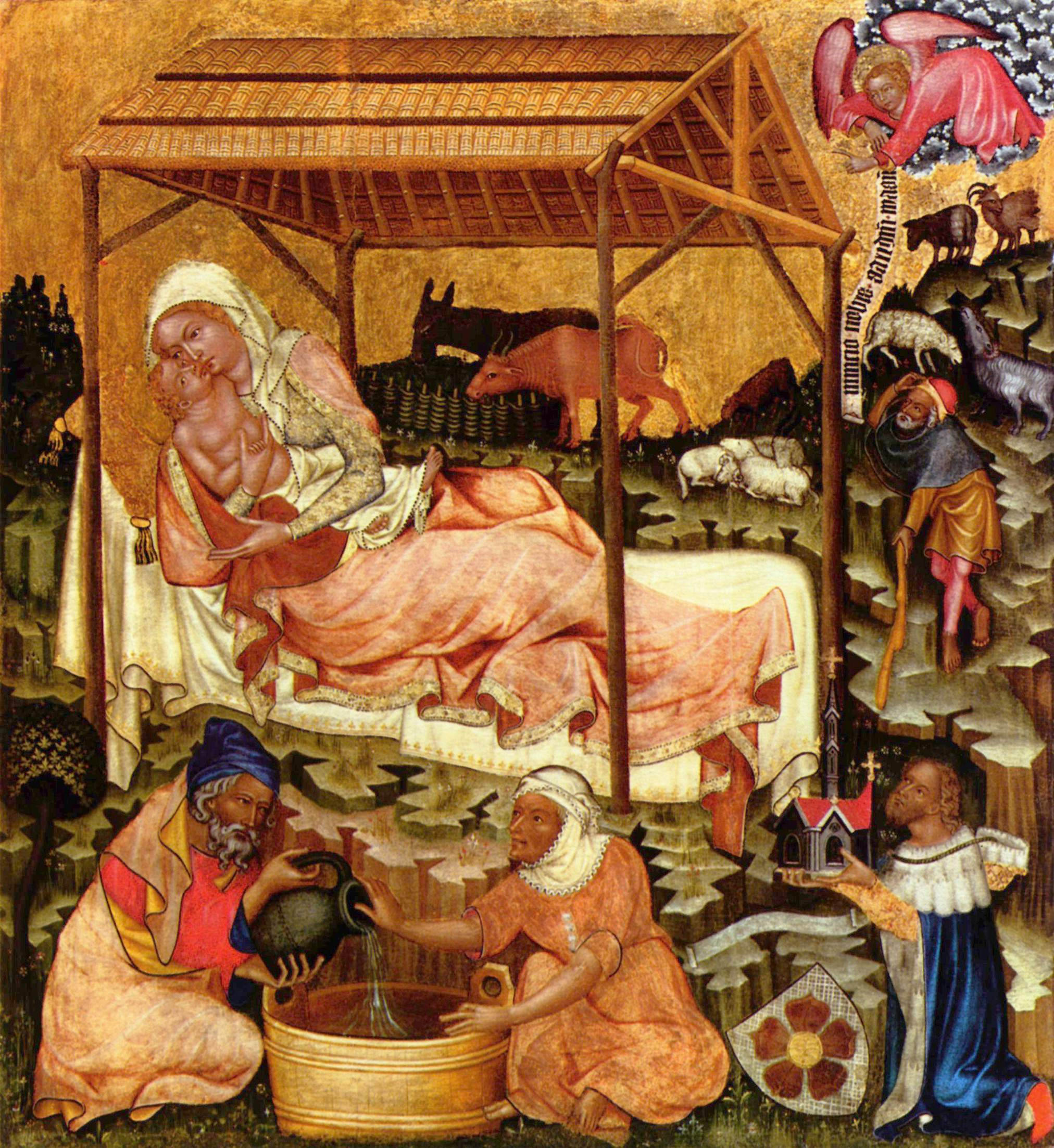
Mistrz z Wyższego Brodu: Boże Narodzenie, ok. 1350

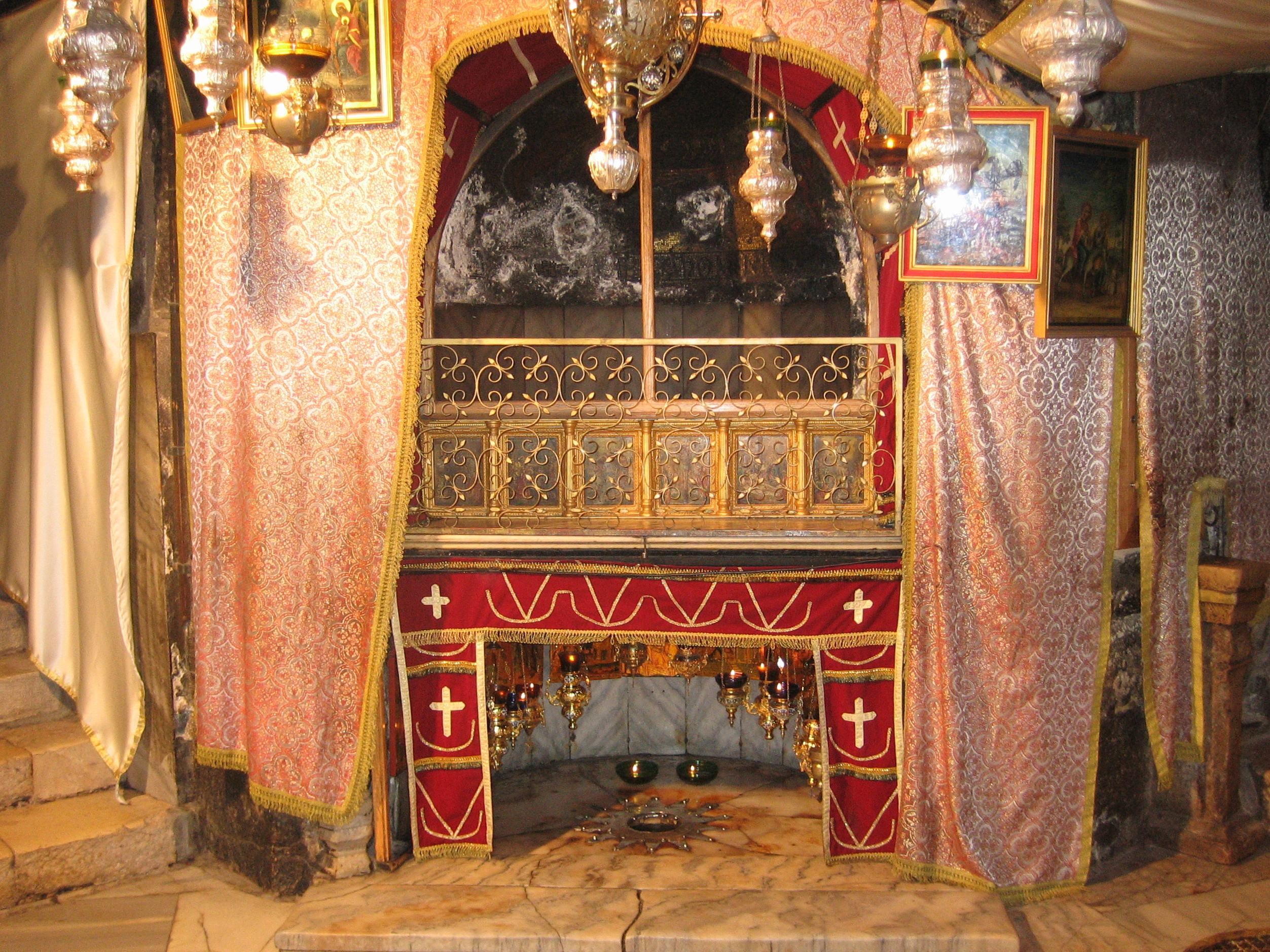
Bazylika Narodzenia Pańskiego, miejsce urodzenia Jezusa

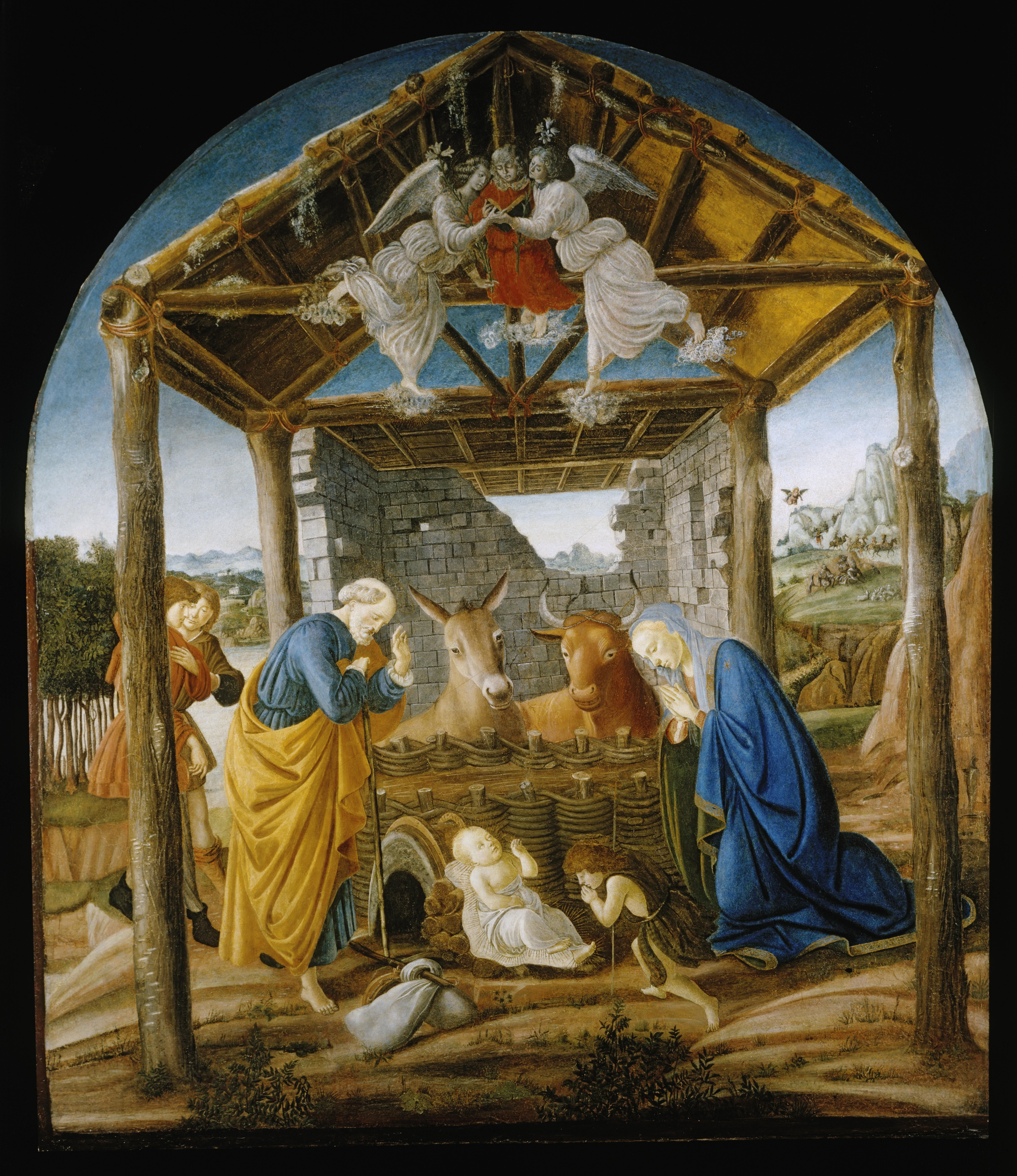
Narodziny Jezusa, Sandro Botticelli

Narodziny Jezusa Chrystusa opisane są w dwóch biblijnych ewangeliach Nowego Testamentu: Łukasza i Mateusza. Obie jako miejsce urodzenia przyszłego Mesjasza wskazują Betlejem w zachodniej Judei. Zdaniem części badaczy – mógł być to też prawdopodobnie Nazaret. Przyszedł on na świat najprawdopodobniej w 5 p.n.e. Dzień nie jest do końca znany. Nadano mu imię Jezus. Był synem Marii i Józefa (Józef nie był jego biologicznym ojcem, poczęcie Jezusa nastąpiło w następstwie Zwiastowania Pańskiego). Według przekazu nowotestamentowego Józef był z zawodu cieślą budowlanym (tektonem), a według Ewangelii Mateusza i Łukasza potomkiem króla Dawida (różnice w genealogii Jezusa, zachodzące między relacjami tych Ewangelistów, tłumaczy się hebrajskim prawem i zwyczajem lewiratu – 5 Księga Mojżeszowa/Powtórzonego Prawa 25, 5–6). Wedle Ewangelii Mateusza i Łukasza, jedynych pism w Nowym Testamencie, które zawierają informacje o poczęciu i narodzinach Jezusa, został on poczęty nie przez Józefa, lecz przez Ducha Świętego w łonie Marii (por. Łk 1,35 i Mt 1,18).
Ewangelia Łukasza i Mateusza zgodne są co do tego, że Jezus urodził się w wiosce Betlejem niedaleko Jerozolimy. Według Ewangelii Łukasza Józef wraz z małżonką Marią udali się na spis powszechny zarządzony przez cesarza rzymskiego Oktawiana Augusta, a gdy tam dotarli, Maria urodziła Jezusa (por. Łk 2,1–7). Jak każde żydowskie dziecko płci męskiej, Jezus został obrzezany ósmego dnia po narodzeniu. Po porodzie, który – wedle Ewangelii Łukasza – miał miejsce w ubogiej stodole (lub grocie), w nieokreślonym bliżej czasie rodzina wróciła do Nazaretu, małej wioski w Galilei.
Ewangelia Mateusza wśród wydarzeń związanych z narodzinami Jezusa opowiada o odwiedzinach mędrców ze Wschodu, prowadzonych przez gwiazdę betlejemską, dla oddania pokłonu Jezusowi. Mędrcy wyrazili swym pokłonem, dosł. „padnięciem na twarz” (gr. proskynéo, por. Mt 4,10), cześć królewską i boską wobec Jezusa jako mesjasza żydowskiego. Rozpoznali obecną w nim tajemnicę zbawiającego Boga (por. 2 Kor 5,19; Kol 1,19). Według badań z dziedziny historii form opowiadanie to prawdopodobnie nie ma charakteru historycznego, jest natomiast symbolicznym pouczeniem katechetycznym, ułożonym na wzór żydowskiego midrasza o Mojżeszu w Egipcie, zachowanego u Józefa Flawiusza (Dawne dzieje Izraela II,9 3–4). W ciągu dalszym pouczenia opisana jest tzw. rzeź niewiniątek, której mieli dokonać żołnierze Heroda (Wielkiego), pragnącego pozbyć się rywala do korony królewskiej. Ostrzeżeni, według opowiadania, przez anioła Józef i Maria wraz z dzieckiem podjęli się ucieczki do Egiptu. Po śmierci Heroda wrócili do Nazaretu (por. Mt 2,1–23).
W tradycji chrześcijańskiej dla upamiętnienia narodzin Jezusa organizuje się jasełka, Popularne są również szopki bożonarodzeniowe. Tematykę narodzin Jezusa poruszają też śpiewane w okresie świąt Bożego Narodzenia kolędy.